# Đình Mông Phụ
Đình Mông Phụ (亭蒙阜) là một di tích cấp quốc gia ở làng cổ Đường Lâm, nay thuộc thị xã Sơn Tây, Hà Nội, Việt Nam.

## Lịch sử, kiến trúc
Đình Mông Phụ được xây dựng trên một khu đất trung tâm và cao nhất của làng, rộng khoảng 1.800 m². Mặt tiền Đại đình ngó ra hướng Tây Nam.

Năm xây dựng ngôi đình 1533 thời Vua Mạc Đăng Doanh. Về sau, đình được tôn tạo, tu sửa vài lần; nhưng vẫn giữ nguyên dạng kiến trúc, điêu khắc ở đầu thế kỷ 19. Trong số ấy, theo tài liệu, thì năm 1858, dưới triều vua Tự Đức, đình được sửa chữa lần thứ nhất. Gần đây (2006 - 2008), đình cũng đã được tu sửa lớn .

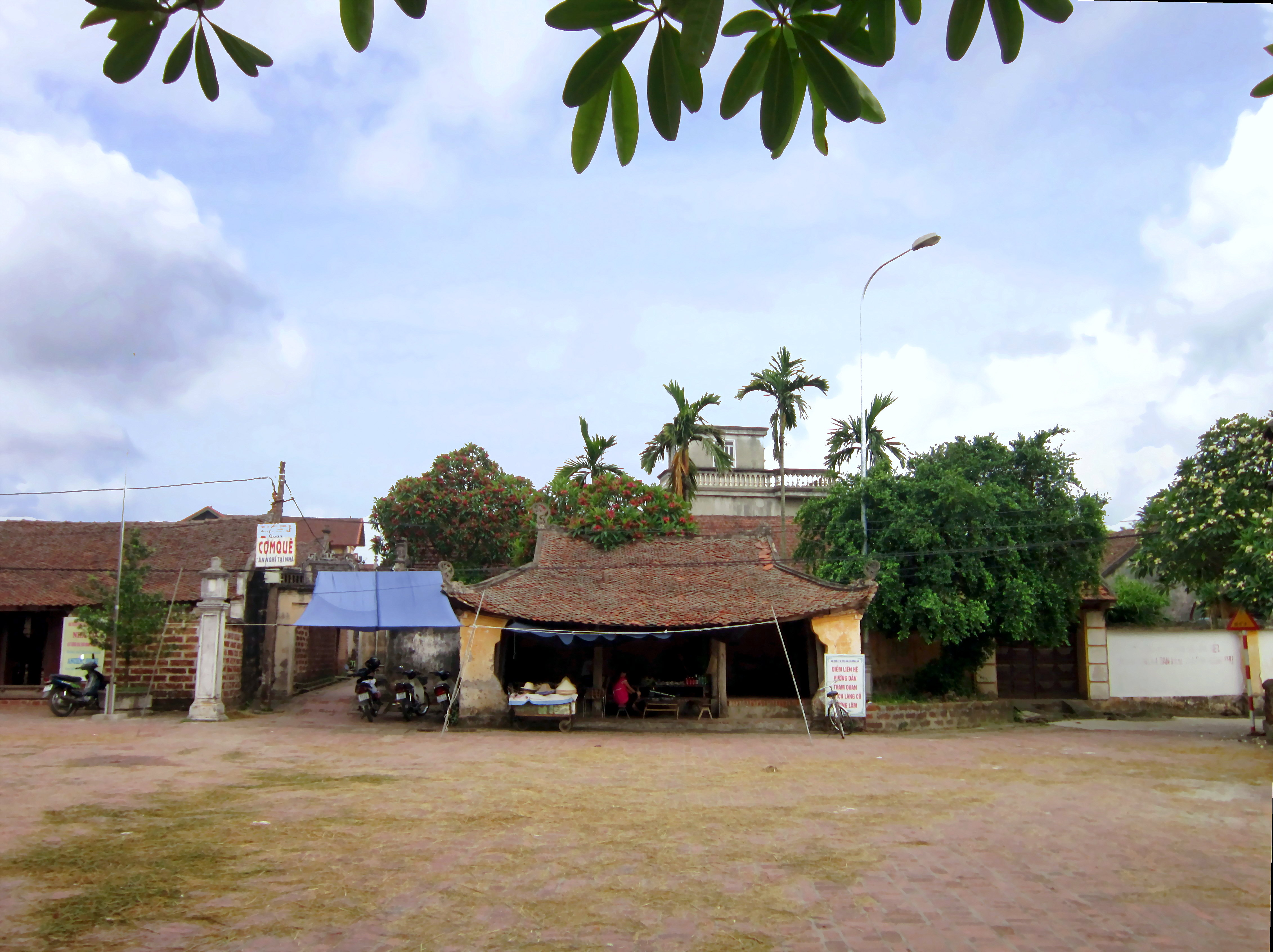
Nhà Xích hậu ở phía trước đình Mông Phụ

Diện mạo của ngôi đình hiện nay được xây dựng theo kiểu chữ "Công" (chữ Hán: 工), gồm Nghi môn (cổng chính), sân đình, Tả Mạc (nhà bên trái), Hữu mạc (nhà bên phải) và Đại đình (hay tòa Đại bái, tức tòa đình chính). Ngoài ra, ở bên ngoài đình (phía tay phải từ đình nhìn ra) có nhà Xích hậu. Đây là nơi tiếp khách, và là nơi chuẩn bị lễ trước khi vào đình. Lược kể:
- Nghi môn: gồm bốn trụ vuông xây gạch, hai trụ lớn và hai trụ nhỏ. Bốn đầu trụ tạo tác lồng đền hình vuông có chạm nổi tứ linh, trên đỉnh hai trụ lớn có hai con sư tử ngồi nhìn ra phía giữa, đỉnh hai trụ nhỏ đội hai bình hoa. Ba mặt trụ có các câu đối chữ Hán chạm nổi.
- Sân đình và Tả Hữu mạc: Sân đình rộng, lát gạch Bát Tràng, hai bên có Tả Hữu mạc, mỗi nhà có năm gian nhỏ. Đây là nơi thờ tổ tiên các dòng họ trong làng và người có công với làng…
- Đình chính: gọi là tòa Đại bái gồm năm gian hai chái. Hậu cung (đình trong) là một tòa nhà nối ba gian giữa của đình ngoài kéo dài ra phía sau như cán chày. Hai bên đình có hai cái giếng cổ (tục gọi là hai mắt rồng). Mái đình hình võng nhẹ, lợp ngói mũi hài, hai đầu nóc có chạm hình hai con rồng. Góc mái uốn ngược lên thành hình rồng. Các vì kèo được thiết kế theo kiểu giá chiêng chồng rường, dựa trên sáu hàng chân. Những đầu dư của các xà ở gian chính và những kẻ hiên là những trọng điểm để trang trí. Những mô típ trang trí như rồng, hổ, cá, chim, hoa lá, mây,... đều được chạm nổi, chạm lộng hoặc chạm ren. Đình chính không có tường vách ngăn che, tất cả đều để trống, chỉ có một lan can có chấn song hình con tiện bao quanh ba mặt đến tường của Hậu cung. Đình có sàn ở hai gian bên, ở gian giữa có cửa võng hình lưỡng long chầu nguyệt sơn son thiếp vàng. Một bàn thờ lớn trang trí bằng tượng rồng, hổ phù ngậm chữ "Thọ" (chữ Hán: 壽), mây... Hậu cung chỉ có sườn gỗ bào trơn, có tường xây kín ba mặt, bệ thờ đặt giữa Hậu cung, có ngai và bài vị thờ Tản Viên Sơn Thánh.[3]

## Thờ phụng, giá trị

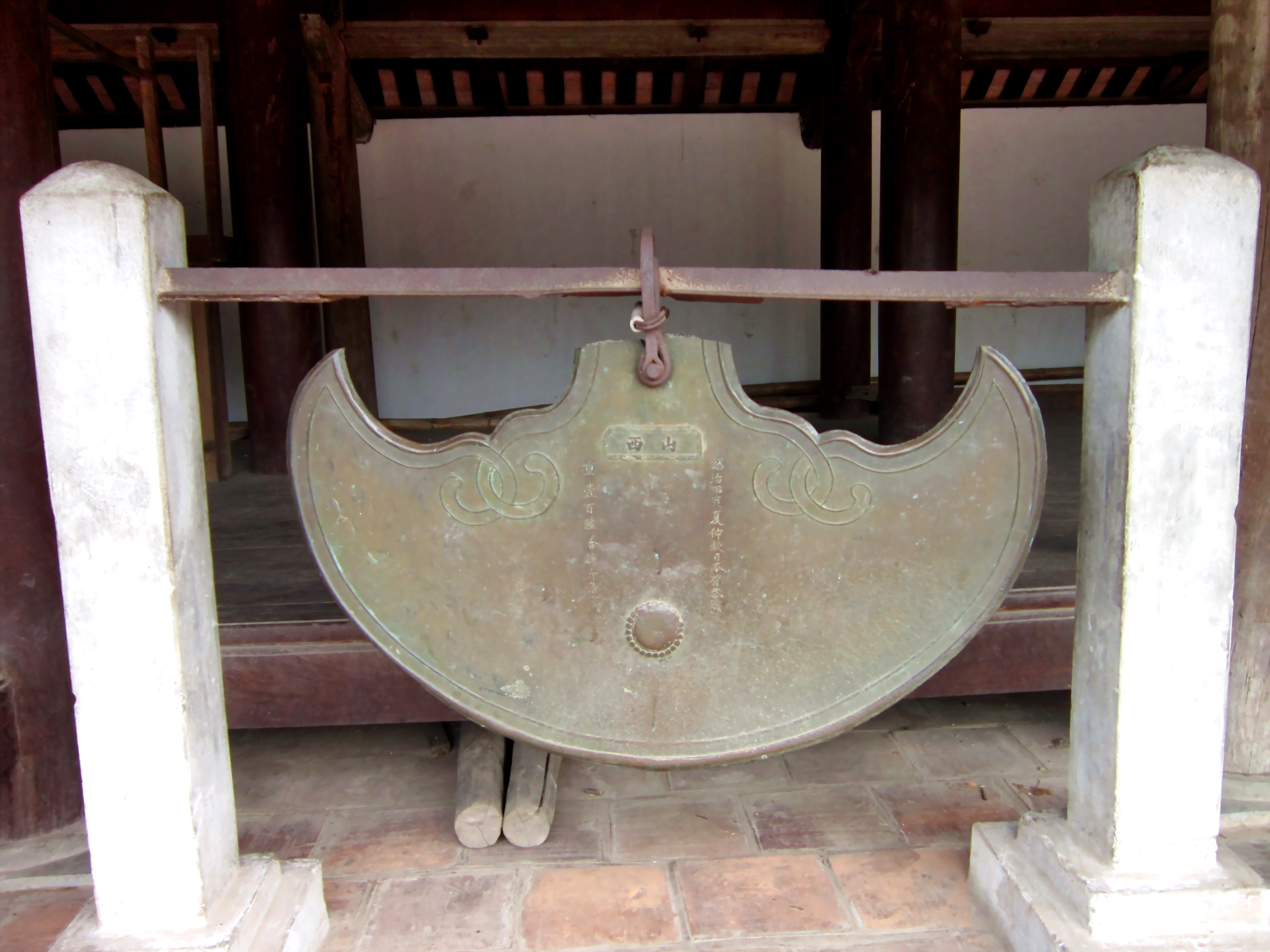
Khánh đồng cổ ở trong đình

Trong đình thờ thần Tản Viên Sơn Thánh (tức thần Tản Viên), là một trong bốn vị thánh bất tử của người Việt (Tứ bất tử), làm Thành hoàng làng. Cùng với chùa Mía, đình Mông Phụ là một công trình kiến trúc có giá trị nghệ thuật ở làng cổ Đường Lâm. Trong nội thất của đình hiện còn bảo lưu được rất nhiều hiện vật quý báu có giá trị. Một trong số ấy là bức hoành phi với 4 chữ Hán: "Dũng cảm cả tưởng" do vua Thành Thái ban tặng cho làng sau một trận săn bắt cướp...
Đình Mông Phụ đã được Bộ Thông tin - Văn hóa (nay là Bộ Văn hóa, Thể thao và Du lịch) xếp hạng là di tích lịch sử - văn hóa cấp quốc gia năm 1984.